# L'Estaque, zăpadă topindu-se
L'Estaque, zăpadă topindu-se este o pictură în ulei pe pânză din 1880 a pictorului francez post-impresionist Paul Cézanne. Acesta arată o priveliște de la marginea L'Estaque, un mic sat în apropiere de Marsilia, cu o colină abruptă acoperită de zăpadă topită sub un cer cenușiu închis. Plină de emoție intensă, pictura a fost descrisă ca fiind similară cu opera lui Vincent van Gogh realizată în deceniul următor. L'Estaque, zăpadă topindu-se a fost pictat într-o singură ședință. Este una dintre cele două tablouri de iarnă cu zăpadă, pictate de Cézanne.
Cézanne s-a mutat în Provence în 1870 pentru a se sustrage serviciului militar în timpul războiului franco-prusac. S-a mutat în scurt timp la L’Estaque, unde a pictat o serie de peisaje. Criticii diferă în interpretarea lor a acestui tablou, unii o consideră ca fiind complet personală, alții ca răspuns la războiul cu Prusia. Sprijinind ultima opinie, Anna-Teresa Tymieniecka a interpretat tabloul ca făcând o declarație despre transformarea socială și politică și a scris contextul politic în care a fost creat, „care este răspunsul nostru la acele case cu acoperiș roșu care sunt ținute, ca și cum ar fi un viciu, între un cer plumburiu și un bloc de zăpadă care alunecă?“
Culorile sunt opresiv întunecate, în timp ce pensula pictată rapid, se adaugă violenței urgente a peisajului. Cu excepția acoperișurilor roșii și a copacilor verzi din prim plan, culorile și tonurile sunt monotone și sumbre. Albul, griul și negrul sunt folosite mai ales pentru impact emoțional. Deși L’Estaque, zăpadă topindu-se evidențiază noua locație a lui Cézanne în înfățișarea spațiului unui peisaj, este marcat de o intensitate emoțională mai aproape în spirit de turbulențele lucrărilor sale timpurii decât de complexitatea structurală a picturilor de peisaj ulterioare.